# Brooks (Alberta)
Brooks è una cittadina del Canada, situata nella provincia dell'Alberta e nella Divisione No. 2. 
Si trova a circa 180 km da Calgary. Brooks è la città natale del chitarrista, pianista e cantante Ryan Peake, membro dei Nickelback.